# Пиротское сражение
Пиротское сражение (болг. Пиротско сражение, серб. Пиротска битка) — сражение во время сербско-болгарской войны, произошедшее 26 и 27 ноября 1885 года между Западным корпусом болгарской армии и Нишавской армии Сербии, закончившееся победой болгарских войск.

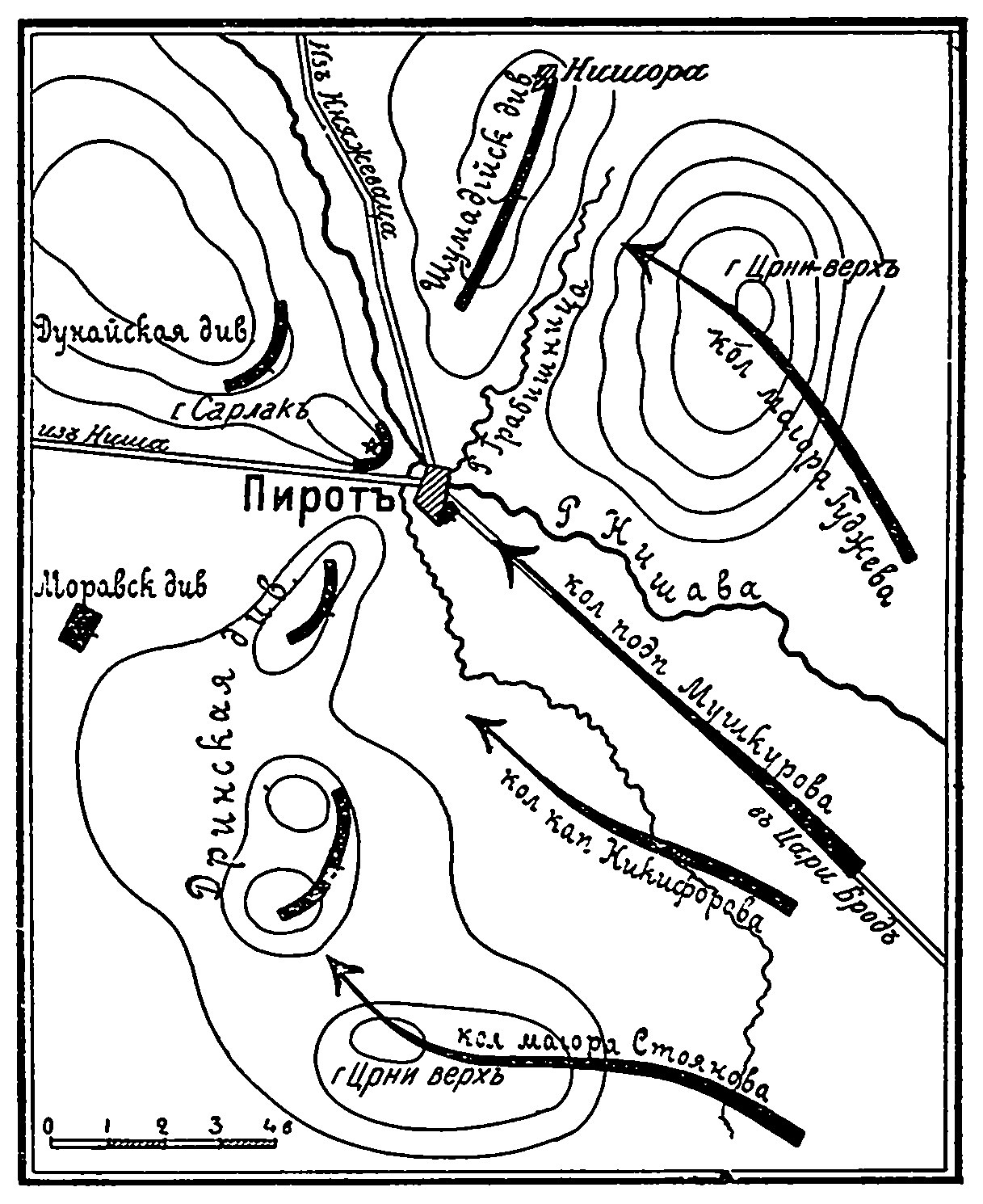
Театр военных действий
(рисунок из статьи «ru:ВЭ/ВТ/»
«Военная энциклопедия Сытина»)

## Перед сражением
После трёхдневного сражения при Сливнице, закончившейся поражением сербской армии, болгары перешли в наступление. Западный корпус после успешных боёв при Гургулятах 7 (19) ноября и при Драгомане 10 (22) ноября подошел к Пироту. Отступившая сербская Нишская армия заняла оборонительные позиции к востоку от города. Город защищали 65 000 человек с 84 орудиями. Болгары атаковали силами 42 000 человек и имели 80 орудий. Сербы были плохо вооружены и не подготовлены, используя подержанную устаревшую российскую артиллерию, в то время как болгары использовали современное немецкое вооружение.

## Ход сражения
14 (26) ноября болгарские войска наступали несколькими колоннами. Слева отряды майора Петко Стоянова и капитана Христо Попова вступили в бой с Дринской дивизией и вытеснили ее с позиций. Колонны  центра подполковника Савы Муткурова и капитана Никифора Никифорова продвинулись вперед и, несмотря на обстрел, сумел проникнуть в город. Сербы уходят и взрывают пороховой склад, вызвавший пожары в городе. Это вынуждает болгар выйти из Пирота и заночевать на его окраине.
15 (27) ноября наступление возобновляется. Колонна майора Аврама Гуджева атаковала Шумадийскую дивизию и также вытеснила ее с позиций на хребте Провалия. Вместе с ней отступает и Дринская дивизия, которую преследует колонна майора Гужева и отряд капитана Косты Паника. Солдаты подполковника Муткурова снова вошел в город и начал зачищать его от находившихся в нем сербских частей. Дринская дивизия попыталась контратаковать и была остановлена болгарской артиллерией. В свою очередь она была атакована с фланга колоннами лейтенанта Димитара Филова и капитана Кисова, сумевших занять хребет Кельташ.
В 12:00 командующий Нишской армией отправил рапорт королю Милану: «Дринская дивизия теперь уступила место, а болгары продвинулись вперед, они получили подкрепление. Сейчас ситуация повернулась, и нет никаких шансов, что мы удержим свои позиции. По настроению, какие войска у меня ни были, я использовал их все». Сербам удалось удержать свои позиции в южной части Пирота до ночи, но затем они начали отступать, и бои заканчиваются.

## Результаты
Болгары стали преследовать отступающих сербов в сторону Ниша, но 16 (28) ноября Австро-Венгрия выдвинула ультиматум, и боевые действия между Болгарией и Сербией прекратились. По мирному договору Болгария не смогла удержать Пирот и вывела свои войска.